# Державна іпотечна установа
Держа́вна іпоте́чна устано́ва (ДІУ) — установа, заснована державою в особі Кабінету міністрів України 2004 року з метою рефінансування іпотечних кредитів банків за рахунок коштів, залучених від розміщення облігацій. Реально діяти установа почала лише в другій половині 2006 року. Постановою уряду № 681 від 17 червня 2009 р. Кабінет міністрів повернув собі функції по управлінню Державною іпотечною установою, тоді як раніше їх виконувало Міністерство фінансів.
Державний орган рефінансує (викуповує) гривневі іпотечні кредити, і лише ті, що були надані відповідно до стандартів організації. Очікується, що в умовах дефіциту ліквідності в банківській системі іпотека від ДІУ може стати дієвим інструментом повернення покупців на ринок купівлі житла та будівництва.[джерело?]
Постановою Уряду від 08 вересня 2021 року №945 Державну іпотечну установу приєднано до приватного акціонерного товариства «Українська фінансова житлова компанія». [Архівовано 10 січня 2022 у Wayback Machine.]

## Статутний капітал
Статутний капітал ДІУ становить 2,2 млрд гривень (у червні 2012 р. Кабінетом Міністрів України статутний капітал ДІУ зменшено до 951,752,245,15 грн.), його партнерами станом на вересень 2011 року є понад 100 банків. 2008 року вже було залучено і направлено на рефінансування іпотечних кредитів 1 мільярд гривень. Станом на початок 2009 року в портфелі ДІУ знаходилося 6414 рефінансованих стандартних житлових іпотечних кредитів, які були надані в усіх регіонах України банками-партнерами ДІУ.[джерело?]

## Програма фінансування завершення будівництва
З метою підтримки будівельної галузі під час економічної кризи у грудні 2010 р. ДІУ була розроблена нова програма фінансування завершення будівництва житлових об'єктів, що дало змогу забудовникам-отримати необхідні кошти для завершення будівництва житла та розпочати реалізацію квартир як на етапі будівництва, так і після його завершення за допомоги іпотечного кредитування на умовах стандартів ДІУ.[джерело?]

## Публікація рейтингів
ДІУ регулярно публікує рейтинг банків-партнерів, які були найбільше залучені до іпотечного кредитування. Відповідно до останніх рейтингів(станом на вересень 2014 року), найактивніший банк-партнер — ПАТ «РАДИКАЛ БАНК». У рейтингу також фігурують АТ «Дельта банк», ПАТ "Банк «Київська Русь», АТ «ПІРЕУС БАНК МКБ» та інші.[джерело?]

## Керівництво
- З січня 2005 р. по листопад 2005 р. - Голова правління ДІУ - Костицький Василь Васильович[2]
- З листопада 2005 р. по  грудень 2006 р. - Голова правління ДІУ - Дубас Богдан Йосипович.[3]
- З грудня 2006 р. по травень 2009 р. — Голова правління ДІУ — Шевченко Кирило Євгенович.[4]
- З травня 2009 р. по квітень 2010 р. - Голова правління ДІУ - Камуз Андрій Олександрович.
- З квітня 2010 по червень 2012 р.  - Голова правління ДІУ - Миргородський Віктор Валентинович[5]

- З 8 серпня 2012 р по 05 лютого 2014 р. — Голова правління ДІУ — Рибачук Валентин Леонідович.[6]
- з 10 лютого 2014 р.по 10 квітня 2014 р. - Голова правління ДІУ - Лисов Ігор Володимирович[7]

- З 16 квітня 2014 р. по грудень 2019 р. — Голова правління ДІУ — Камуз Андрій Олександрович.
- З 4 грудня 2019 р. — т.в.о. Голови правління ДІУ — Фролов В'ячеслав Петрович[8].
- З 17 березня 2021 р. - Голова правління ДІУ - Притула Єгор Михайлович  [Архівовано 13 січня 2022 у Wayback Machine.].